# Vincent O'Sullivan
Vincent O'Sullivan (New York, 28 novembre 1868 - Paris 12e, 18 juillet 1940) est un écrivain, critique littéraire, enseignant et poète américain, proche du mouvement décadentiste, qui vécut longtemps entre Londres et Paris.

## Biographie
Né à New York d'Eugene et Christine O'Sullivan, Vincent entame ses études dans le système scolaire public de New York et les termine en Grande-Bretagne, passant brièvement par le Collège d'Exeter (Oxford, 1892). Dès lors, il vit confortablement à Londres, voyageant souvent en France, jusqu'à ce qu'en 1909, il perde ses revenus issus de l'entreprise familiale de café lorsque son frère Percy, mal informé dans ses placements, ruine totalement celle-ci à la suite de l'effondrement du New York Coffee Exchange. Vincent, confronté au dénuement pour les années à venir, cherche à faire carrière dans la littérature : fictions, traductions, critiques, enseignement, lui permettent désormais d'assurer ses revenus,.
Dès 1896, il produit des nouvelles à caractère fantastique et macabre, convoquant fantôme, vampire et cadavre, avec la publication du recueil A Book of Bargains publié à Londres chez Leonard Smithers avec un frontispice d'Aubrey Beardsley. Il fréquente Oscar Wilde — envers qui il fut souvent très généreux après le procès et l'emprisonnement de celui-ci —, Natalie Clifford Barney, Arthur Symons, Pierre Louÿs, Francis Marion Crawford et d'autres figures fin-de-siècle. Plusieurs nouveaux recueils suivent jusqu'en 1913. Ce travail de fiction retient l'attention de John Cowper Powys et Alfred Vallette. O'Sullivan livre des nouvelles et des études critiques à des périodiques comme The Savoy, le Mercure de France, The Century Magazine, The American Mercury, The Dublin Magazine,.
Durant la Première Guerre mondiale, il est retourné à New York. En 1920, il enseigne la « philosophie sociale américaine » à l'université de Rennes, .
Durant les années 1920, il traduit et préface de nombreux auteurs américains pour des éditeurs français. En 1936, il publie un essai important sur Oscar Wilde.
Il quitte Paris vers 1927 et s'installe entre Bayonne et Biarritz. Il retourne à Paris à partir de 1937 et vit dans une grande pauvreté, aidé par l'association American Aid Society of Paris, vendant des autographes et des éditions rares qu'il possède. En 1938, il se brise la jambe et lourdement handicapé, trouve refuge à Villeparisis avant de retourner dans un hôtel minable à Paris où l'invasion allemande le surprend. Il meurt le 18 juillet 1940 à l'hôpital Saint-Antoine ; sa dépouille, non réclamée, fut transférée à la fosse commune.

## Écrits

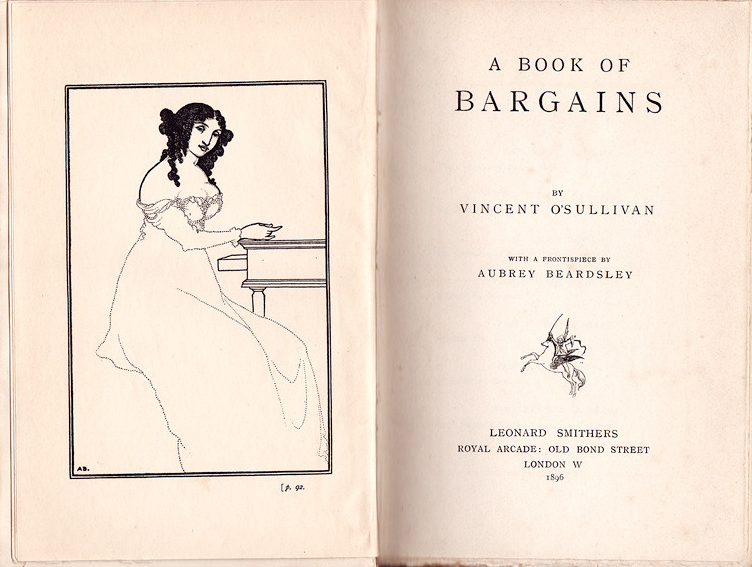
Pages de titres de A Book of Bargains (1896).

Son œuvre semble demeurer peu traduite en français.
- Poems, illustré par Selwyn Image, Londres, Leonard Smithers & Co, 1896
- A Book of Bargains, frontispice d'Aubrey Beardsley, Londres, L. Smithers, 1896
- The Houses of Sin, Londres, L. Smithers, 1897
- [édition critique] Ben Jonson, Volpone: or The Fox, illustré par Aubrey Beardsley, postface de Robert Ross, New York & Londres, John Lane, 1898
- [édition critique], Edgar Allan Poe, The Raven and the Pendulum and the Pit, illustré par William Thomas Horton, Londres, L. Smithers, 1899
- The Green Window, Londres, L. Smithers, 1899
- A Dissertation Upon Second Fiddles, Londres, G. Richards, 1902
- Human Affairs, Londres, David Nutt, 1907
- The Good Girl, roman, Constable, 1912
- Sentiment and Other Stories, Londres, Duckworth, 1913
- [traduction] Louis Bertrand, Saint Augustin, Londres, Constable, 1914
- [traduction], Jeanne Perdriel-Vaissière, Rupert Brooke's Death and Burial, based on the log of the French hospital ship Duguay-Trouin, avec des eaux-fortes, New Haven, W. A. Bradley at the Yale University Press, 1917
- Henry Louis Mencken, biographie coécrite avec Burton Rascoe, New York, A. A. Knopf, 1920
- Préface à Washington Irving[11], L'Homme qui dormit vingt ans et autres contes d'Amérique, tr. par Ève Paul Margueritte, Flammarion, 1924
- Aspects of Wilde[12], Londres, Constable, 1936
- [posth.] Opinions, Londres, The Unicorn Press, 1959